# La Bâthie
La Bâthie is een gemeente in het Franse departement Savoie (regio Auvergne-Rhône-Alpes). De plaats maakt deel uit van het arrondissement Albertville. La Bâthie telde op 1 januari 2022 2.168 inwoners.

## Geografie
De oppervlakte van La Bâthie bedroeg op 1 januari 2022 22,45 vierkante kilometer; de bevolkingsdichtheid was toen 96,6 inwoners per km².

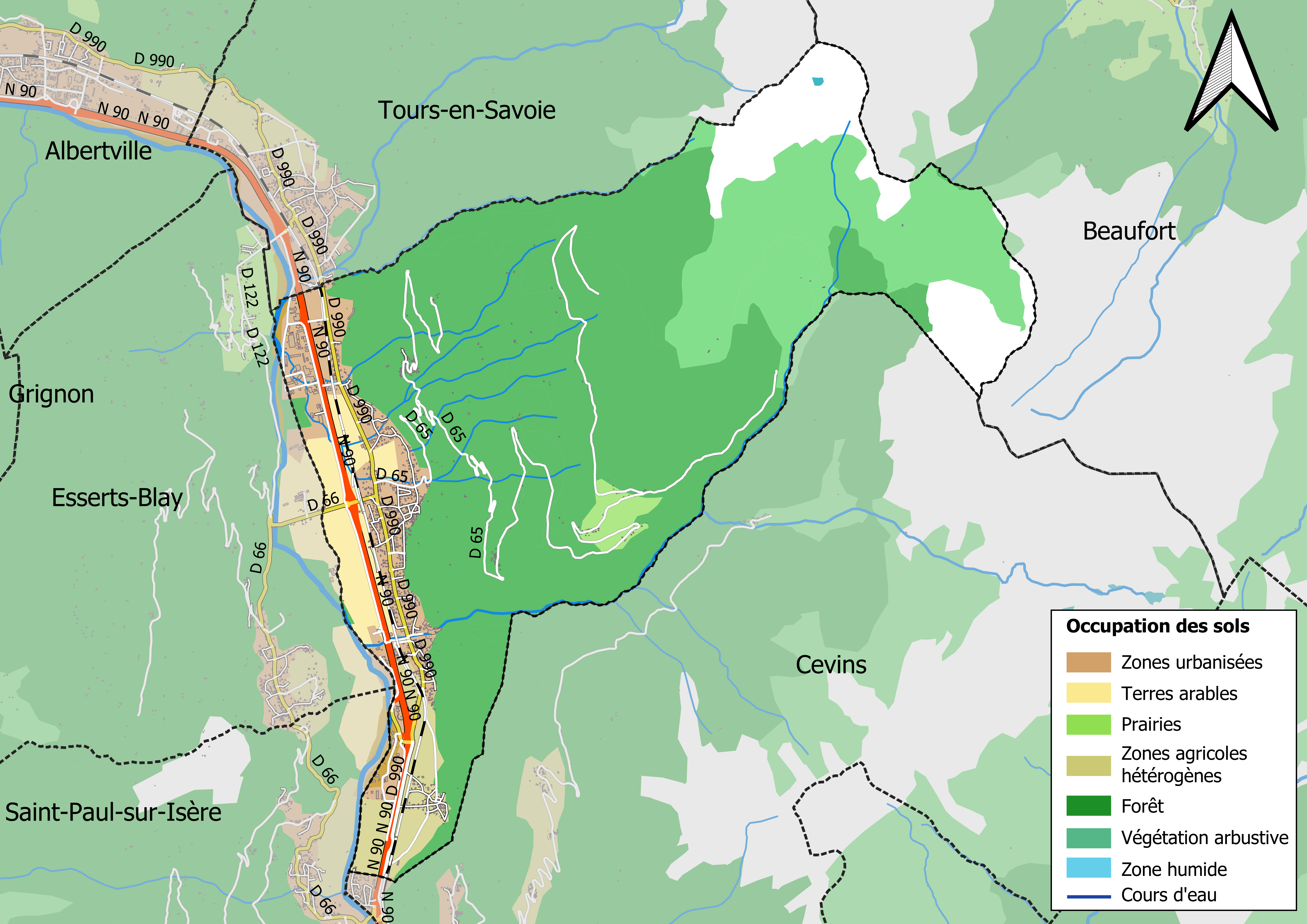
Kaart van de gemeente met de belangrijkste infrastructuur, bodemgebruik en omliggende gemeenten

## Demografie
Onderstaande figuur toont het verloop van het inwonertal (bron: INSEE-tellingen).